# Wallace Vanborn
Wallace Vanborn is een Gentse muziekgroep die een mengeling van stonerrock en - in mindere mate - elektronische muziek maakt.

## Biografie
Ontstaan in 2005, nam de band niet veel later de EP I Am Hell op. Na een deelname aan Humo's Rock Rally begin 2008, werden ze in oktober 2008 opgepikt door Studio Brussel en schopten ze het tot Vi.be On Air weekwinnaar. Hun sterke livereputatie leverde hen al snel de bijnaam "Pletwallace" op.
Begin 2010 verscheen hun debuutplaat Free Blank Shots in België. Ze kon rekenen op een zeer goede ontvangst door de Belgische pers. Later dat jaar werd het album ook uitgebracht in Nederland, Duitsland, Oostenrijk en Zwitserland. Het tweede album Lions, liars, guns & God werd uitgebracht in België op 23 april 2012.
Anno 2012 is de band getekend bij East Records.
In november 2014 bracht de band hun derde studioalbum uit The Orb We Absorb. Het album werd volledig opgenomen in de studio Rancho De La Luna in Joshua Tree, Californië en werd door Chris Goss geproducet.

## Groepsleden
- Ian Clement (zang/gitaar)
- Sylvester Vanborm (zang/drums)
- Dries Hoof (bas)

## Discografie

### Albums
| Album met hitnotering(en) in de Vlaamse Ultratop 200 albums | Datum van verschijnen | Datum van binnenkomst | Hoogste positie | Aantal weken | Opmerkingen |
| ----------------------------------------------------------- | --------------------- | --------------------- | --------------- | ------------ | ----------- |
| Free blank shots                                            | 15-02-2010            | 27-02-2010            | 84              | 2            |             |
| Lions, liars, guns & God                                    | 23-04-2012            | 05-05-2012            | 16              | 12           |             |
| The Orb We Absorb                                           | 31-10-2014            | 08-11-2014            | 64              | 6            |             |
| A Scalp For The Tribe                                       | 2019                  | 23-11-2019            | 176             | 1            |             |

### Singles
| Single met hitnotering(en) in de Vlaamse Ultratop 50 | Datum van verschijnen | Datum van binnenkomst | Hoogste positie | Aantal weken | Opmerkingen |
| ---------------------------------------------------- | --------------------- | --------------------- | --------------- | ------------ | ----------- |
| Vampires (Big drain)                                 | 27-10-2014            | 08-11-2014            | tip59           | -            |             |